# Seydihan Başlantı
Seydihan Baslanti (Würselen, 29 november 1983) is een Duits / Turks voetballer (in de positie aanvaller) die in de seizoenen 2002/03 en 2003/04 voor Roda JC heeft gespeeld. Hij slaagde er niet in om een vaste waarde in het eerste elftal te worden waarna hij zijn loopbaan in Turkije voortzette.

## Carrière
- jeugd: Alemannia Aachen
- 2002-2004: Roda JC
- 2004-2005: Çaykur Rizespor
- 2005: Ankaraspor
- 2005-2007: Mersin Idman Yurdu
- 2007: Çaykur Rizespor
- 2007-2009: Boluspor
  - 2009: Bozüyükspor (huur)
- 2009-2010: Pendikspor
- 2010-2011: Siirtspor
- 2011-... : Ünyespor